# Decretos de Pseudo-Isidoro

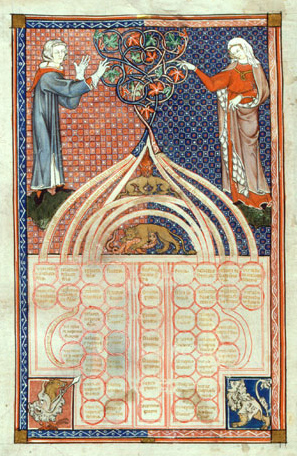
Esta imagem pertence a uma cópia manuscrita do livro original Concordia Discordatium Canonum pertencente ao século XIII.

Os Decretos de Pseudo-Isidoro, chamados também de Falsas Decretais, são um conjunto de falsificações, em grande número e muito influentes, escritas por um estudioso ou grupo de estudiosos conhecido coletivamente como Pseudo-Isidoro. Os autores, que assinavam com pseudônimo Isidoro Mercador (em latim: Isidorus Mercator), eram provavelmente parte de um grupo de clérigos francos ativo no segundo quarto do século IX. O objetivo era defender a posição dos bispos contra os metropolitas (arcebispos) e autoridades seculares criando documento falsos supostamente escritos pelos primeiros papas e interpolando-os com documentos conciliares.

## Contexto histórico
A história turbulenta do Império Carolíngio durante o segundo quarto do século IX criou as condições para o trabalho dos falsificadores. Nos primeiros anos da década de 830, o imperador Luís, o Piedoso, foi deposto por seus filhos, mas recuperou o trono logo em seguida. Bispos e arcebispos tiveram um papel preponderante no desenrolar dos eventos ao aplicar penitências ao monarca por sua vida alegadamente pecadora, preparando assim o caminho para a deposição. Essa intrusão na alta política do reino se mostrou desastrosa para o clero, pois, num rito sumário, todos foram depois depostos e exilados. E os procedimentos criminais da Igreja eram o maior interesse dos falsificadores.

## Conteúdo
A obra está dividida em três partes principais:
- Uma coleção de legislações de monarcas francos inteiramente falsa, supostamente cobrindo os séculos VI ao IX (Capitulários)—o chamado Capitularia Benedicti Levitae—um nome derivado do nome do suposto autor segundo a introdução da coleção, o diácono Bento (Benedictus). O autor afirma, falsamente, que teria simplesmente completado e atualizado a conhecida coleção do abade Ansegis de Fontanelles (m. 833).
- Uma curta coleção sobre procedimentos criminais—a chamada "Capitula Angilramni"—supostamente entregue pelo papa Adriano I ao bispo Angilram de Metz.
- Uma enorme coleção de aproximadamente 100 cartas papais falsificadas, a maioria supostamente escrita por papas dos primeiros três séculos. No prefácio, o falsificador se intitula Isidoro Mercador (e daí um dos nomes para a coleção toda). Estas cartas estão interpoladas com uma grande quantidade de textos conciliares e cartas papais genuínos (e parcialmente falsificados ou interpolados) dos séculos IV ao VIII, derivados principalmente da "Hispana Gallica Augustodunensis" (nome derivado do nome medieval da cidade de Autun, Augustoduno).

Além destas, há outras falsificações menores criadas pelo mesmo grupo:
- As chamadas "Excerptiones de gestis Chalcedonensis concilii".[1]
- Algumas das falsificações no manuscrito conhecido como "Hamilton 132", na Biblioteca Estatal de Berlim.
- A chamada "Collectio Danieliana".

## Autoria
O nome "Isidoro Mercador" é quase certamente falso e foi criado por conflação dos nomes Isidoro de Sevilha com Mário Mercador, ambos acadêmicos conhecidos e muito respeitados na época.
Contudo, o autor de uma volumosa seção se identifica como Bento Levita (Benedictus Levita - "Bento, o Levita" ou "Bento, o Diácono"). Ele não se preocupa com cartas ou história primitiva da Igreja, mas com capitulários falsos sobre temas religiosos ou teológicos de vários monarcas carolíngios, principalmente Carlos Magno, que tem o papel de emprestar sua autoridade ao falsificador. Ainda se disputa entre os estudiosos se a "Capitularia Benedicti Levitae", de estrutura e estilo diferentes do resto da coleção, é pouco anterior a ela e teria, na realidade, inspirado os falsificadores a criarem todos os demais decretais ou se tudo foi feito ao mesmo tempo.
A obra foi provavelmente composta por diversas pessoas, mas claramente estava sob controle editorial de uma pessoa muito talentosa e, para a época, extraordinariamente erudita. Apesar de a identificação exata dos compiladores e falsificadores é provavelmente impossível, Klaus Zechiel-Eckes provou que eles utilizaram manuscritos da biblioteca da Abadia de Corbie. Zechiel-Eckes também juntou evidências contra um abade de Corbie, Pascásio Radberto (r. 842-847), que pode ser um dos responsáveis. Seja como for, parece certo que os falsificadores trabalhavam na província eclesiástica de Reims e a coleção como um todo já estava mais ou menos completada entre 847 e 852 (data da primeira referência ao texto). É possível que o autor tenha sido ilegalmente ordem arcebispo de Reims Ebão durante seu breve, apesar de ilegal, reinado entre 840 e 841.

## Influência
Por aproximadamente 150 ou 200 anos, as falsificações tiveram apenas um sucesso moderado. Apesar de uma quantidade relativamente grande de manuscritos datando dos séculos IX e X serem conhecidos—no total por volta de cem ou menos manuscritos das "Falsas Decretais", datando dos séculos IX ao XVI foram preservados—as coleções canônicas deram pouca atenção à falsa coleção até o século XI.
A partir daí, a situação mudou radicalmente por causa do ímpeto provocado pelas Reformas gregorianas e pela Controvérsia das investiduras. Numa série de reformas capitaneadas por movimentos monásticos reformistas e pelos imperadores germânicos, um grupo de cardeais e sucessivos papas lutaram para limpar a igreja dos abusos e liberar o papa do patrocínio do imperador, que o ajudou a se livrar do controle dos nobres romanos. Os esforços dos reformistas logo entraram em conflito com os poderes temporais. Na época, os bispos do Sacro Império Romano-Germânico eram cruciais para manter o imperador no poder e formavam a espinha dorsal de sua estrutura administrativa. Por isso, eles desejavam manter consigo o controle sobre quem seria bispo e quem não seria. Esta interconexão entre os poderes espirituais e temporais eram pecado mortal para os reformistas e, segundo eles, o próprio São Pedro havia condenado Simão Mago por tentar comprar o poder espiritual (e daí o nome "simonia", que designa este ato).
Dada esta situação, as supostas cartas de alguns dos mais venerados bispos romanos fabricadas pelo grupo de falsificadores eram um presente divino. A interação próxima de bispos com o papa tornou-se uma bem-vinda prova de que a prática do imperador estava em clara contradição com as mais antigas tradições da igreja. Curiosamente, as intenções dos falsificadores foi completamente invertida: eles haviam utilizado o poder de Roma para defender a autonomia dos bispos e agora seus textos estavam sendo utilizados para colocar os bispos sob intenso escrutínio que objetivava torná-los dependentes do bispo de Roma (e não do imperador).
Esta tendência continuou até por volta de 1140, quando o erudito canonista Graciano publicou seu famoso "Concordia discordantium canonum", que gradualmente substituiu coleções mais antigas e logo se tornou autoritativa. Graciano, porém, não estava imune às falsificações e utilizou textos dos "Falsas Decretais", embora, na maioria das vezes, de forma indireta.
Na Idade Média, havia pouca dúvida sobre a autenticidade das supostas cartas papais, situação que só mudou no século XV. Estudiosos humanistas do latim, como o cardeal Nicolau de Cusa notou anacronismos bizarros, como uma alegação de que o papa mártir Clemente I teria baseado a pre-eminência de algumas igrejas locais no costume pagão de ter sumo-sacerdotes em algumas localidades. No século XVI, historiadores eclesiásticos como os Centuriadores de Magdeburgo (Centuriatores Magdeburgienses) criticaram as falsificações de forma sistemática, embora não tenham ainda reconhecido a coleção toda como um complexo interconectado. A prova final foi providenciada pelo pregador calvinista David Blondel, que descobriu que os supostos papas dos primeiros séculos citaram extensivamente autores de épocas muito posteriores. Em 1628, ele publicou suas descobertas ("Pseudoisidorus et Turrianus vapulantes") e, a princípio, alguns teólogos católicos tentaram defender a autenticidade de pelo menos parte do material, mas, desde o século XIX, nenhum historiador ou teólogo sério nega a falsificação.

## Edições
Todos os esforços para publicar as falsificações fracassaram e a "Hispana Gallica Augustodunensis" não foi até hoje publicada. Há diversas edições da "Capitularia Benedicti Levitae", mas pelo menos uma (Monumenta Germaniae Historica, Leges, fólio II, 2, 1831) tem mais de 180 anos e, do ponto de vista acadêmico, é um passo atrás em relação à edição de Etienne Baluze de 1677.
Os "Falsas Decretais" e a "Capitula Angilramni" foram publicadas duas vezes e de forma independente. A edição de Paul Hinschius (1863) sofreu duras críticas, às vezes imerecidas, mas os manuscritos que ele escolheu como base para sua edição são de fato ruins. Além disso, ele publicou as partes genuínas e interpoladas da coleção simplesmente reimprimindo versões mais antigas das fontes genuínas de Pseudo-Isidoro, o que torna sua obra toda inútil para fins de crítica literária; para estas partes, historiadores precisam voltar à edição de J. Merlin publicada em 1525 (baseada num único manuscrito do século XIII), republicada por Migne no volume 130 da Patrologia Latina.

## Tradição manuscrita
Setenta e cinco manuscritos com material pseudo-isidoriano sobreviveram e diferem bastante entre si. Eles são tradicionalmente agrupados em pelo menos seis ou sete classes, que incluem as seguintes:
- A mais abrangente é chamada de "A1" por Hinschius:
  - "Vaticanus latinus Ottobonianus 93" (meados do séc. IX) é o melhor exemplar.
- De igual importância é a classe "A/B":
  - O manuscrito original sobreviveu: New Haven, Biblioteca Beinecke ms. 442 (depois de 858).
  - O melhor exemplar é "Vaticanus latinus 630" (último quarto do século IX, originado no scriptorium da Abadia de Corbie).
- A chamada "versão de Cluny" é desta mesma época.
- A classe "A2" também data do século IX, mas é difícil saber se ela é melhor ou pior que a "A/B", é difícil dizer.
  - "Ivrea Biblioteca Capitolare 83" (séc. IX, norte da Itália) e "Biblioteca Vallicelliana D.38" (séc. IX, província eclesiástica de Reims) são os melhores exemplares.
- Três outras versões datam dos séculos XI e XII:
  - Classe "B" de Hinschius (como "Bibliothèque municipale 115/116" em Boulogne-sur-Mer),
  - Classe "C" ("Bibliothèque de l'École de Médecine H.3" em Montpellier)
  - Uma classe que mistura a "A2" com a "versão de Cluny" ("Bibliothèque nationale lat. 5141" em Paris).

É difícil dizer qual destas classes representa a falsificação "genuína". O fato de as classes "A1", "A/B", a "versão de Cluny" e a "A2" serem todas do século IX pode ser uma indicação de que os falsificadores circularam sua obra desde o início em versões diferentes. Este comportamento típico de falsificadores aumenta a insegurança geral ao diminuindo a autoridade de qualquer um que queira denunciar a falsificação por dificultar a identificação de qual versão seria autêntica e qual seria a falsa.